# Margaret Mazzantini
Margaret Mazzantini (Dublin, 27 oktober 1961) is een Italiaanse schrijfster en actrice. Ze speelde in films, op televisie en theater maar is vooral bekend als schrijfster. Mazzantini begon haar acteercarrière in 1980 in de cult-horrorklassieker Antropophagus. Een van haar bekendste boeken is Non ti muovere (in het Nederlands vertaald als Ga niet weg). De gelijknamige film, geregisseerd door haar man Sergio Castellitto met in de hoofdrol Penélope Cruz, kwam uit in 2004. In 2012 verscheen met beide nog een verfilming van een boek, namelijk Venuto al mondo.